# Взрывы в Иране (январь 2023)
В ночь на 29 января 2023 года на стратегических объектах Ирана прогремел ряд взрывов. В министерстве обороны Ирана заявили, что произошедшее было «неудачной атакой» трех беспилотников на один из военных объектов страны. 2 февраля 2023 года Иран обвинил Израиль в атаке на свой военный объект в Исфахане.

## Предыстория
К 2023 году между Ираном и Израилем более десяти лет шла скрытая прокси-война. Иран отказывал Израилю в праве на существование. Борьба между государствами велась на четырёх основных направлениях: конфликт вокруг ядерной программы Ирана; противостояние в Сирии и Ливане; поддержка Ираном группировок ХАМАС и Хезболла; противостояние на море.
В 2020 году произошёл ряд взрывов на иранских военных, ядерных и промышленных объектах. В 2021 году Иран обвинил Израиль в атаке на свой ключевой ядерный объект в Нетензе. В марте 2022 года произошла атака на завод по производству беспилотников на западе Ирана. В июле 2022 года Иран заявил, что арестовал диверсионную группу, состоящую из курдских боевиков, работающих на Израиль, которые планировали взорвать центр оборонной промышленности в Исфахане.
Журналистами отмечалось, что Иран поставлял России дроны, которые та использует для ударов в ходе вторжения на Украину. Помимо этого в Иране проходили многомесячные протесты против клерикального режима. Эти факторы вызывали рост напряженности в отношениях между Ираном и Западом.
Ряд СМИ также обратили внимание на то, что за несколько часов до атаки 28 января 2023 года премьер-министр Израиля Биньямин Нетаньяху заявил, что «Израиль предпримет „несколько немедленных шагов“, направленных на борьбу с терроризмом». Поводом для заявления Нетаньяху стали происшедшие накануне теракты в Иерусалиме.

## Ход событий
28 января 2023 года, в 23:30 по местному времени, завод по производству боеприпасов министерства обороны Ирана в Исфахане был атакован тремя беспилотниками. Очевидцы рассказали, что слышали три или четыре взрыва. Министерство обороны Ирана заявило, что нанесённый зданиям ущерб был незначительным. Также министерство сообщило, что беспилотники были сбиты, и атака не увенчалась успехом. Однако издание The Jerusalem Post со ссылкой на свои источники в западных разведках сообщало, что атака дронов в Исфахане имела «феноменальный успех».
По данным Iran International, поступили сообщения о взрывах и пожаре в Кередже. Сообщалось о взрыве на нефтяном объекте в Азершехре. Также сообщалось о взрывах на авиабазе в городе Дизфуль, взрывах и пожарах в Хамадане и Реште. Позднее иранское государственное агентство IRNA заявило, что сообщения о взрывах в различных городах Ирана, появлявшиеся в соцсетях, «намеренно распространил Израиль в рамках медиаатаки». Также журналистами отмечалось, что в день атаки дронов на северо-западе Ирана произошло землетрясение магнитудой 5,9 по шкале Рихтера.

## Реакция
Вскоре после атаки издание The New York Times отмечало, что хотя Иран официально не обвинял ни одно государство в данной акции, однако связанные с Корпусом стражей исламской революции Telegram-каналы обвиняли Израиль. 2 февраля 2023 года постоянный представитель Ирана в ООН Амир Саид Иравани заявил, что полученные данные указывают, что Израиль «несет ответственность за эту попытку акта агрессии».
Израиль произошедшее никак не комментировал. 31 января 2023 года израильский премьер-министр Биньямин Нетаньяху заявил: «Я никогда не распространяюсь насчет конкретных операций… и каждый раз, когда на Ближнем Востоке что-то взрывается, обвиняют Израиль — иногда это и правда мы, а иногда нет».